# Louis-Antoine Garnier-Pagès

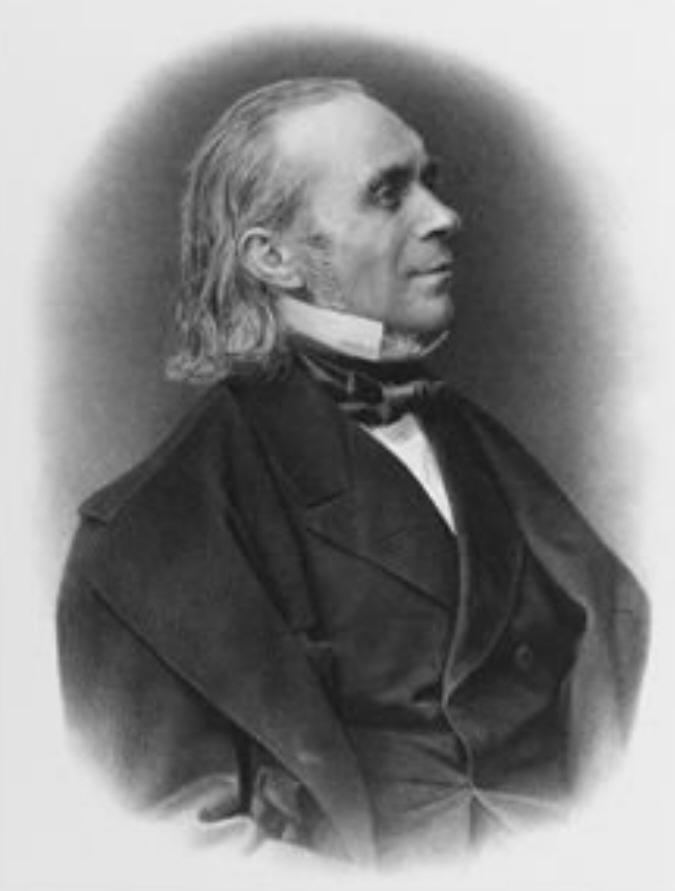
Louis-Antoine Garnier-Pagès

Louis-Antoine Pagès dit Garnier-Pagès (Marsella, Boques del Roine, 16 de febrer de 1803 – París, 31 d'octubre de 1878) fou un polític francès, membre del govern provisional de 1848, alcalde de París (1848) i membre del govern de defensa nacional (1870-1871).

## Biografia
Era membre d'una família de burgesos republicans, fill d'un professor de retòrica i germà del diputat republicà Étienne Garnier-Pagès. Treballà com a comerciant alhora que participava en les reunions de les societats secretes de París i durant la revolució de 1830 participà en les revoltes dels obrers del quartier de Saint-Avoye. A la mort del seu germà el 1842 el va substituir com a diputat republicà pel col·legi electoral de Verneuil-sur-Avre (Eure). Reescollit el 1846, juntament amb Laurent-Antoine Pagnerre, Michel Goudchaux i Armand Marrast va organitzar l'estat major republicà clandestí i una campanya antimonàrquica.
El 24 de febrer de 1848 participà en els fets revolucionaris de París que suposaren l'abdicació de Lluís Felip I i formà part del nou govern provisional que va proclamar la república amb Dupont de l'Eure, François Arago, Lamartine, Adolphe Crémieux, Marie i Ledru-Rollin. Immediatament fou restablert el càrrec d'alcalde de París i en fou nomenat. Abandonà el càrrec el 5 de març del mateix any quan fou nomenat ministre de finances del govern provisional. Va imposar alguns impostos addicionals, cosa que va evitar la bancarrota del nou govern però que el va fer força impopular. També va formar part de la Comissió Executiva de la nova Assemblea Constituent. Després de l'elecció com a president de Lluís Napoleó Bonaparte mantingué el seu escó de diputat.
Va abandonar l'escó després del cop d'estat del 2 de desembre de 1851 que suposà la proclamació del Segon Imperi Francès. Es retirà al món dels negocis fins que fou escollit novament diputat a les eleccions legislatives franceses de 1863. El 13 de març de 1864 va ser imputat amb Carnot, Jules Favre, Jules Grévy, Marie, Manuel Aragó i altres dirigent republicans per activitats contra l'Imperi, però foren absolts. També es va oposar a la política d'enfrontament amb Prússia.
Quan després de la Guerra Franco-prussiana fou deposat Napoleó III i es proclamà la Tercera República Francesa formà part novament del govern de defensa nacional. No aconseguí ser elegit diputat a les eleccions legislatives de 1873 i es retirà de la vida pública.

## Obres
- Histoire de la revolution de 1848 (1860–1862)
- Histoire de la commission executive (1869–1872)
- L'Opposition et l'empire (1872).